# Sasha Dobson

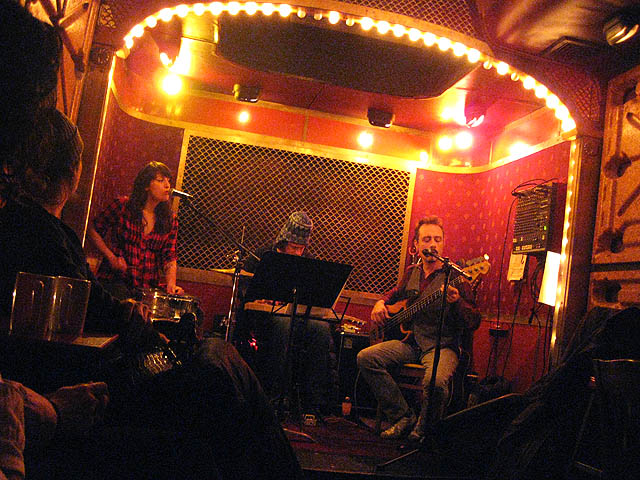
Sasha Dobson (links) in 2009

Sasha Dobson (31 maart 1979) is een Amerikaanse jazz-zangeres en singer-songwriter uit Santa Cruz.
In 2004 verscheen haar debuutalbum 'The Darkling Thrush', waarop ze begeleid werd door het octet van Chris Byars. Hierna verschenen nog enkele albums en op haar plaat 'Aquarius' zong ze uitsluitend zelf gecomponeerde liedjes. Ze toerde met Norah Jones, die ze begeleidde op percussie en gitaar, ook trad ze op in het voorprogramma van Jones. Dobson woont tegenwoordig in New York. Ze nam samen met de band Highly Suspect het nummer '23' op voor hun plaat Mister Asylum.

## Discografie
- The Darkling Thrush, Smalls Records/Secret Sun Recordings
- Modern Romace, Secret Sun Recordings, 2006
- Aquarius, Creek Valley Records/ObliqSound, 2013
- Burn (ep)